# Aegara
Aegara là một chi bướm đêm thuộc họ Erebidae.